# 隆尼·弗雷
萊納斯·雷恩哈德·弗雷（英語：Linus Reinhard Frey，1910年8月23日—2009年9月13日），為美國職棒大聯盟的內野手。他生涯曾待過道奇、小熊、紅人、洋基與巨人等隊。他身高178公分，體重73公斤。
1933年，弗雷以游擊手身分開季。不過他在1935年和1936年都分別以44次與51次失誤成為國聯失誤最多的野手，因此後來他改防二壘。
1939年，弗雷的打擊率為2成91，並敲出11轟與跑回91分。1940年，他以22次盜壘拿下盜壘王。而這兩年他也幫助紅人打進世界大賽，不過他在1940年世界大賽開打前五天因為腳傷而無法出賽。
弗雷生涯曾入選過3次明星賽。1944年和1945年，他因為加入美軍服役而缺席整個賽季。回到球場後，弗雷的身手開始下滑。1947年球季中，他被交易到洋基隊，他也在洋基隊拿下一座世界大賽冠軍。1948年，他加入巨人隊，球季結束後弗雷宣布退休。
總計他14年的職棒生涯，弗雷的生涯打擊率為2成69，並敲出61轟、549分打點與105次盜壘。而他的防守率也有9成60。
1961年，他入選紅人隊的名人堂。1969年，紅人隊在建隊100周年時公布了紅人隊史全明星陣容，並將弗雷列入隊史最佳二壘手之一。
2009年9月，弗雷於科達蓮去世，享壽99歲。當時他是大聯盟第二老的球員，僅次於Tony Malinosky (1909–2011)。

## 外部連結
- 球員資訊和成績在MLB，ESPN，Baseball-Reference，Fangraphs（英文）